# Еверглейдс (національний парк)
Національний парк «Еверглейдс» (англ. Everglades National Park) — найбільша природоохоронна територія в субтропічній зоні США, що займає південну чверть болотистої території Еверглейдс. Територія парку становить 6104 км², щорічно його відвідує біля мільйона туристів. З 1979 року парк внесений до списку Світової спадщини ЮНЕСКО.

## Загальний опис
Єдиною автомобільною дорогою, що веде до основної території парку, є автодорога № 9336, котра бере свій початок у місті Флорида-Сіті, на південь від Маямі, і котра йде вбік центру і палаткового табору Фламінго. За винятком головного центру для відвідувачів і невеликого штату співробітників у парку відсутня яка-будь господарська діяльність, а 5246 км² парку, які отримали ім'я відомої захисниці природи і письменниці Марджорі Дуглас (Marjory Stoneman Douglas), вважаються зоною абсолютно дикої природи. Хоч територія отримала статус національного парку 30 травня 1934 року, насправді стала вона парком лише 6 грудня 1947 року, коли було створено необхідну паркову інфраструктуру. 26 жовтня 1976 року територію парку оголошено ЮНЕСКО міжнародним біосферним заповідником, а 10 листопада 1978 року велика частина парку — «територією дикої природи» (англ. wilderness area). До 2003 дика природа стала займати 5 247 км², що становить приблизно 86 % усього парку. 24 жовтня 1979 року парк внесено в список Світової спадщини ЮНЕСКО, а 4 червня 1987 оголошено «болотистою територією міжнародного значення» — і в 1993 парк був віднесений до списку «Світової спадщини», якій загрожує небезпека.
На території парку є кілька автомобільних і ряд пішохідних маршрутів, найвідомішим з яких вважається Ангінґа-трейл (англ. Anhinga Trail), який дозволяє зблизька спостерігати таких диких птахів як великі блакитні чаплі (Ardea herodias), американські зміїшийкі (Anhinga anhinga) і вухаті баклани (Phalacrocorax auritus), а також американських алігаторів. Птахи часто усаджуються на поручні дощатих помостів, по яких проходить маршрут. У парку велика кількість комарів, і в літній час вони можуть заподіяти певні незручності, навіть за наявності репеленту.
Проте парку часто загрожують звичні у Флориді урагани, як от ураган Вільма, який пройшов у жовтні 2005 через південний край штату, — і привів до значних руйнувань парку. Основного збитку завдано району Фламінго: центр допомоги туристам, мисливський будиночок, ресторан і магазин були зруйновані, а територія парку закрита для відвідувачів без супроводу місцевих рейнджерів. 14 березня 2006 магазин, центр для відвідувачів і причали для човнів знову відкрито.

## Географія

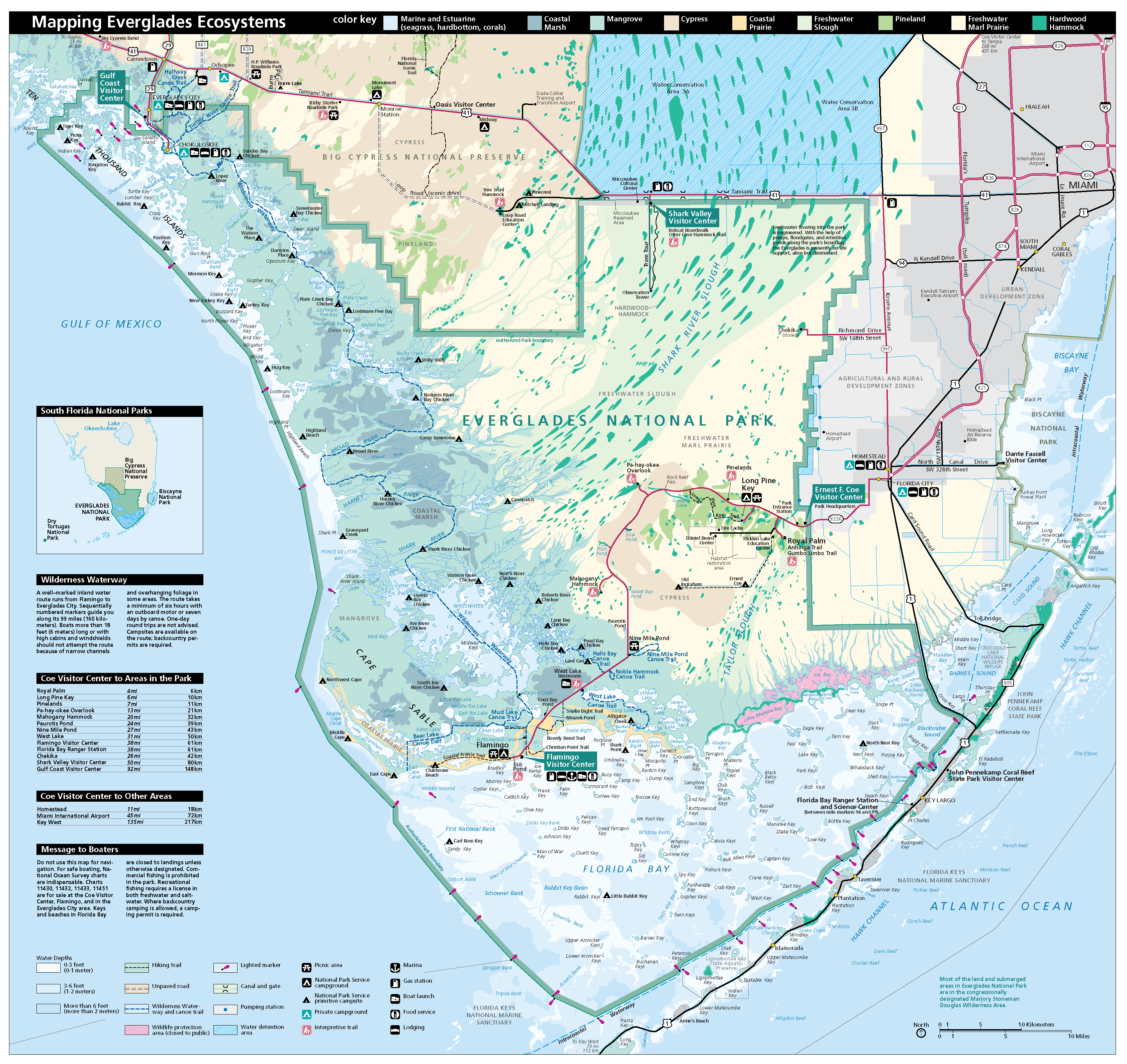
Мапа Національного парку «Еверглейдс»

Національний парк «Еверглейдс» оточений сільськогосподарськими угіддями і урбанізованими територіями Маямі, Гомстед й Флорида-Сіті на сході, Флоридською протокою і островами Флорида-Кіс на півдні, Мексиканською затокою на сході і національним заповідником «Біг-Сайпрес» (англ. Big Cypress National Preserve) на півночі. Природа заповідника «Біг-Сайпрес» нагадує природу парку, але за площею у два рази менша.
У південно-східній частині парка, на захід від міст Гомстед і Флорида-Сіті знаходиться головна резиденція парка, Центр для відвідувачів імені Ернеста Ф. Коя (англ. Earnest F. Coe Visitor Center). Приблизно за 6 км на захід від резиденції розташований центр «Ройял-Палм» («Royal Palm»). Обидва туристичні центри, а також осередок освіти «Хідден-Лейк» (англ. Hidden Lake Education Center) і центри «Денієл-Берд» (англ. Daniel Beard Centers) за декілька кілометрів на захід знаходяться в сосновому лісі. Від Ройял-Палм убік Флоридської бухти (Florida Bay) тягнеться Тейлорська трясовина (Taylor Slough). За 6 кілометрів на захід від Ройял-Палм по дорозі № 9336 в сосновому лісі знаходиться кемпінг Лонг-Пайн-Кі (Long Pine Key). Ще за 6 кілометрів на захід знаходиться оглядовий майданчик Па-гей-окі (Pa-hay-okee Overlook), звідки відкривається вид на північ.

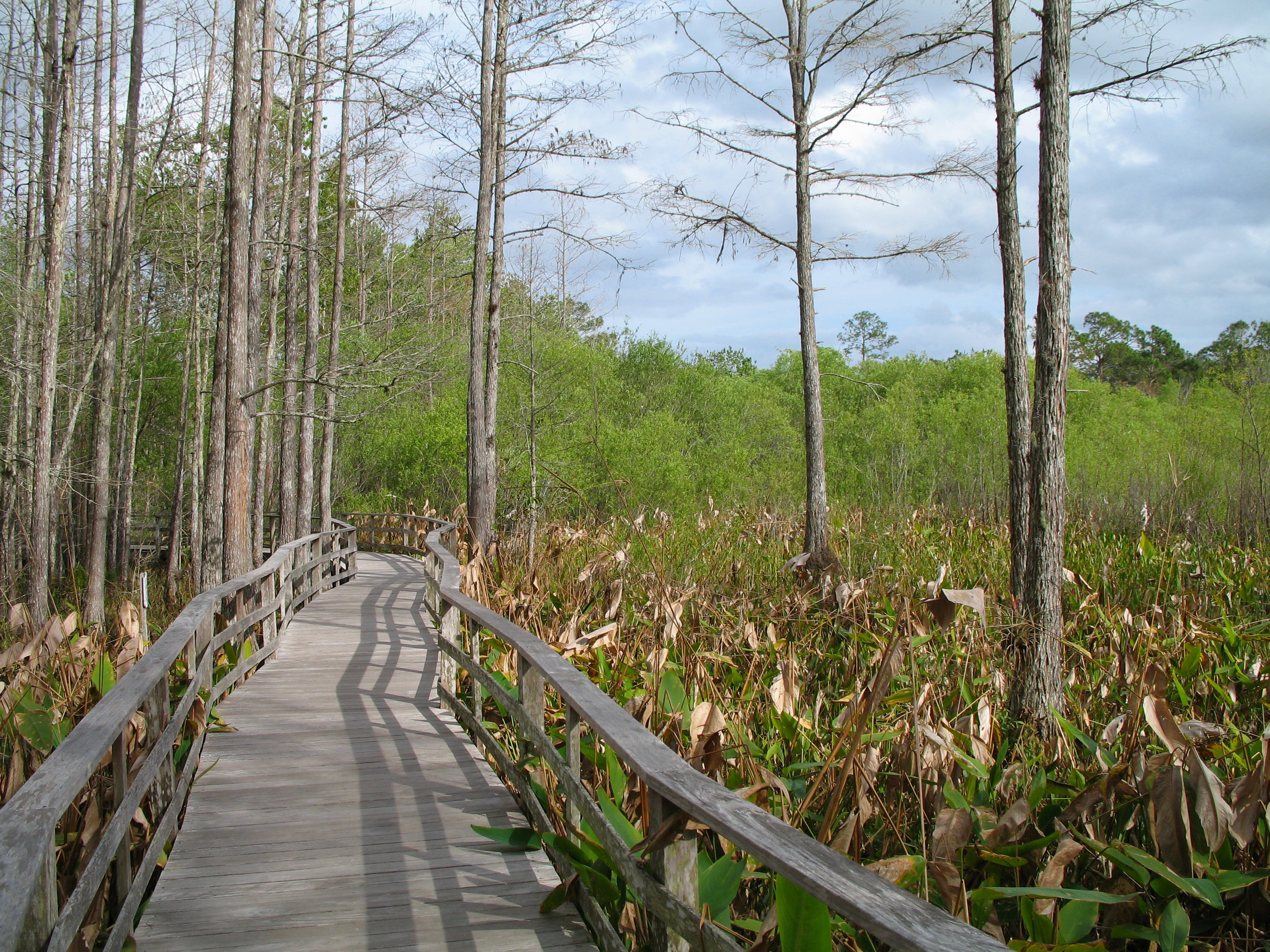
Туристична доріжка в парку

Далі на південь дорога веде через кипарисове болото. Відразу за болотом, за 20 км від резиденції прокладена туристична стежка «Махогані-Геммок» (Mahogany Hammock), що йде в глибину лісу. Ще південніше, дорога проходить через прибережне мангрове болото: у мангрових чагарниках заховані сотні маленьких озер і річок, які впадають у Флоридську протоку. Болотисті гирла в цьому місці — єдине місце в США, де, хоч і рідко, можна попасти на гострорилих крокодилів (Crocodylus acutus). Тут також є і нагода побачити американських ламантинів, або морських корів (Trichechus manatus), які часто гріються на поверхні води прохолодними осінніми ранками. У кінці дороги № 9336 знаходиться центр Фламінго, найдальший на півдні парка, який розташований на посушливій прибережній степовій території на північ від Флоридської затоки. Стежки від центру Фламінго йдуть на захід на мис Сейбл (Саре Sable) — самий південно-західний край Флориди. Також від цього центру починається 160-кілометровий канал по дикій території. На південь від центру є пункт прокату каное, на північ дорога в центр Галф-Кост (англ. Gulf Coast Visitor Center). Центр Галф-Кост використовується як для обслуговування відвідувачів парку, так і для обслуговування відвідувачів заповідника «Біг-Сайпрес».
У північній частині парку розташований центр «Шарк-Веллі» (англ. Shark Valley Visitor Center). Тут починається і закінчується дорога автопоїзда, який возить туристів по 11-кілометровому кільцю до річки-трясовини «Шарк-Рівер» (англ. Shark River Slough) — великого водного прісноводого потоку, що бере свій початок в озері Окічобі (Lake Okeechobee) на півночі парку і що впадає в море на південно-західному краю Флориди. Потік на всьому своєму протязі покритий маленькими ділянками субтропічного болотистого лісу в яких живуть місцеві ссавці і плазуни.
Коли говорять про природу Еверглейдс, найчастіше представляють саме це місце, оскільки в нім зусібіч видно нескінченні чагарники міч-трави (Cladium jamaicense). Американські алігатори (Alligator mississippiensis) і птахи, що переходять протоку убрід, мимоволі з'являються перед відвідувачами; іноді алігатори і перекривають дорогу. Від річки туристичний маршрут повертає на північ до оглядової башти, звідки з 20-метрової висоти відкривається вид на прерії в південній частині парку.